# Drosophila melanura
Drosophila melanura este o specie de muște din genul Drosophila, familia Drosophilidae, descrisă de Miller în anul 1944. Conform Catalogue of Life specia Drosophila melanura nu are subspecii cunoscute.